# 卡納達
卡納達為卡纳塔克邦的一個區域，由南卡纳达县、烏杜皮縣，及北卡納達縣所構成，位於康坎地區南部。卡納拉南北總長約為300（190英里），東西寬約30至110（19至68英里）。

## 地名由來

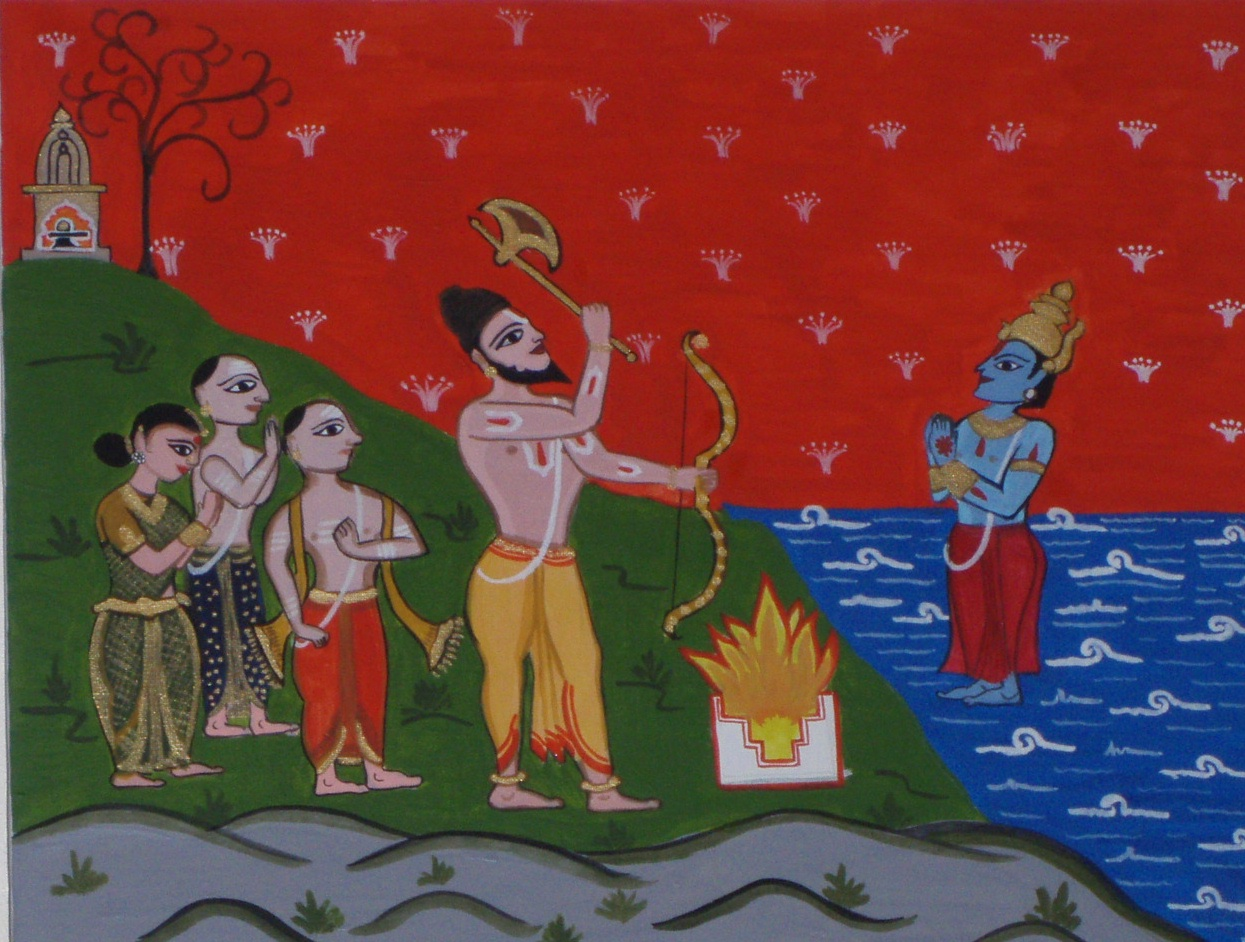
持斧羅摩命令伐楼拿使海水後退，露出之土地即今图卢纳德。

根據傳說，毗湿奴化身持斧羅摩向海中丟擲其斧頭，海水隨即退至斧頭落地之處。因此該區域有時又稱「持斧羅摩區」（Parshurama Kshetra）。根據歷史學家賽維里諾·達·西里瓦（Severino da Silva）的著作，卡納達的最初名稱為「Parashuram Srashti」，意為「持斧羅摩的創作」。至於該地的英文「Canara」一詞，西里瓦和史蒂芬·福克斯（Stephen Fuchs）認為是由16世紀來此地經商的葡萄牙人、荷蘭人，及英國人所創造。當時該區域由畢德羅爾王朝所控制，且因為該王朝說卡納達語，因此西方人稱其為「卡納達王朝」（Kannada Dynasty），而在歐陸語言中「d」與「r」的發音相似，因此傳為「Kanara」。1799年，英國佔領該地，並以此命名。

## 文化

### 舞蹈
夜叉迦那的意思原為「表演給夜叉的音樂」，為北卡納達縣、希莫加、烏杜皮，和南卡纳达县等地區流行的傳統歌劇舞。是一種結合演戲、舞蹈、對白，以及音樂的表演形式。藥叉迦那的樂曲會採用一種稱為「塔拉」的傳統節奏模式。最特別的一點是，藥叉迦那的演出及對白均為台上即興演出。
傳統上，藥叉迦那會在夜間演出，時間可達整晚。「巴迦瓦沙」（Bagavatha）會在後台唱出故事主線，算是該劇的導演。卡納達地區有許多劇團，即使面對電影工業及電視劇的競爭和衝擊，他們還是能保持一定的獲利。

## 地理
14°53′N 74°35′E / 14.883°N 74.583°E
組成卡納達的北卡納達縣、烏杜皮縣、南卡纳达县分別將其縣治設置於卡尔瓦尔、乌杜皮，以及门格洛尔。卡納達東臨西高止山脉，西臨阿拉伯海。卡納達位於康坎海岸上，即西高止山西緣一側的海岸。

## 附註
1. ↑  Silva 1958，第74頁
2. ↑  Silva & Fuchs 1965，第1§2頁

## 外部連結
- Yakshagana（页面存档备份，存于）
- Karavali festival